# Grzegorz Bała
Grzegorz Bała (ur. 18 października 1971 w Górznie) – polski piłkarz, grający na pozycji napastnika oraz trener grup młodzieżowych. Obecnie trener KS Nowy Świt Górzno (futsal kobiet).

## Kariera klubowa
Grzegorz Bała karierę piłkarską rozpoczął w 1988 r. w Miejsko-Gminnym Spółdzielczym Klubie Sportowym Start w Brodnicy, grającym w lidze okręgowej i po zmianie nazwy na KS Sparta od 1994 r. w III lidze. Bała dla brodnickiej drużyny strzelił ponad 100 bramek i kilkakrotnie został "królem strzelców". Grał także w I lidze fińskiej oraz II lidze polskiej.
Karierę piłkarską Bała zakończył oficjalnie na początku 2017 roku przed startem rundy wiosennej. Jego ostatnim klubem piłkarskim była Sparta Brodnica – występujący w IV lidze klub, w którym zaczynał swoją przygodę z piłką. 12 listopada 2016 roku rozegrał w żółto-czarnych barwach ostatni mecz, w którym Sparta Brodnica wygrała z Notecianką Pakość 6:0.

## Kariera trenerska
Bała od 2010 do lipca 2011 roku piastował funkcję II trenera Sparty Brodnica (grający trener). Na przełomie lat 2013/2014 był także II trenerem Drwęcy Nowe Miasto Lubawskie.
Prowadził także juniorską drużynę UKS Wodnik Górzno, która w 2010 zajęła 2. miejsce w pierwszym ogólnopolskim turnieju Orlika o Puchar Premiera Donalda Tuska w kategorii chłopców młodszych (Finał; UKS Wodnik Górzno 1:2 UKS 4 Kościan). Od 2012 roku Bała jest trenerem żeńskiej drużyny futsalu KS Unifreeze Górzno, z którą awansował do I ligi (grupa: północna). W styczniu 2015 roku podopieczne Bały w Gliwicach zdobyły brązowe medale Młodzieżowych Mistrzostw Polski w futsalu do lat 18.

## Życie prywatne
Syn Zbigniewa i Zofii. Żonaty z Anną. Ojciec Agaty i Wojciecha.
Grzegorz Bała posiada wykształcenie wyższe z tytułem mgr AWF.

## Sukcesy

### Sparta Brodnica
Mistrzostwo IV ligi (2): 1997/98, 2010/11

### Drwęca Nowe Miasto Lubawskie
Mistrzostwo III ligi, grupa: 1 (Warmia i Mazury, Podlasie, Łódzkie, Mazowsze) (1): 2004/05

### Unifreeze Miesiączkowo
Król strzelców IV ligi (grupa kujawsko-pomorska) : (23 bramki) 2009/10

### Naprzód Jabłonowo Pomorskie
2. miejsce w Klasie okręgowej (kujawsko-pomorska I) w sezonie 2014/15 i wywalczenie pierwszego historycznego awansu dla Naprzodu do IV Ligi